# 蓬迪·布拉那巴硕
蓬迪·布拉那巴硕（1991年10月24日—）或譯作布兰纳帕塞苏或彭蒂，泰國女子羽毛球運動員。

## 簡歷
2010年11月，蓬迪·布拉那巴硕代表泰國出戰廣州亞運會，參加羽毛球比賽的女子單打及女子團體項目，奪得女團銀牌。
2011年5月，蓬迪·布拉那巴硕出戰印度羽毛球公開賽，先後擊敗香港的葉姵延和韩国的裴延姝，贏得女單冠軍。這亦是首次有泰國選手贏得世界羽聯超級系列賽女單冠軍。
2013年7月，蓬迪·布拉那巴硕代表泰國出戰俄羅斯喀山舉行的世界大學生運動會羽毛球比賽，贏得女子單打和混合團體銅牌。

### 2013年世錦賽
2013年8月，蓬迪·布拉那巴硕參加中國廣州舉行的世界羽毛球錦標賽，以15號種子身分出戰女子單打項目。在首圈輪空後，她在第二圈先以2比0輕取美國的杰米·苏班迪晉級；但至第三圈面對3號種子、印度的塞娜·内维尔，力戰三局下終以1比2（21-18、16-21、14-21）落敗，16強止步。

### 2014年世錦賽
2014年8月，布拉那巴硕參加丹麥哥本哈根舉行的世界羽毛球錦標賽，以10號種子身分出戰女子單打項目，故在首圈輪空。但在第二圈就以1比2（22-20、18-21、11-21）不敵加拿大的李文珊出局。
2015年7月，蓬迪·布拉那巴硕代表泰國朱拉隆功大學出戰韓國光州市舉行的世界大學生運動會羽毛球比賽，贏得女子單打銀牌及混合團體銅牌。

### 2015年世錦賽
2015年8月，布拉那巴硕參加印尼雅加達舉行的世界羽毛球錦標賽，出戰女子單打項目。在首圈擊敗蘇格蘭選手克里斯蒂·吉尔莫後，她在第二圈以2比1力克9號種子、日本的奧原希望晉級；但至第三圈面對8號種子、南韓的成池鉉，就以0比2（9-21、16-21）落敗，繼2013年後再次16強止步。

### 2016年奥运八强止步
2016年8月，蓬迪·布拉那巴硕代表泰国出戰巴西里約熱內盧舉行的奥林匹克运动会羽毛球比賽女子單打項目，在小組賽階段先後擊敗毛里求斯的凯特·甫·库内和澳大利亚的陳煊渝，順利晉級淘汰賽。首輪，蓬迪·布拉那巴硕面对乌克兰的玛丽亚·乌利蒂娜，以2比0（21-14、21-16）轻取对手。半準決賽，蓬迪·布拉那巴硕面對赛会3号种子、中国的李雪芮，她以0比2（12-21、17-21），不敌对手。

## 主要比賽成績
| 年份   | 賽事                     | 公開賽級別 | 項目     | 搭檔              | 成績   |
| ------ | ------------------------ | ---------- | -------- | ----------------- | ------ |
| 2007年 | 馬來西亞羽毛球國際挑戰賽 | 國際挑戰賽 | 女子單打 | －                | 冠軍   |
| 2008年 | 亚洲青年羽毛球錦標賽     | 其他       | 女子單打 | －                | 铜牌   |
| 2008年 | 世界青年羽毛球錦標賽     | 其他       | 女子單打 | －                | 季軍   |
| 2009年 | 樂魚羽毛球國際系列賽     | 國際系列賽 | 女子單打 | －                | 冠軍   |
| 2009年 | 樂魚羽毛球國際系列賽     | 國際系列賽 | 女子雙打 | 沙西丽·德拉达那猜 | 冠軍   |
| 2009年 | 世界青年羽毛球錦標賽     | 其他       | 女子單打 | －                | 亞軍   |
| 2010年 | 法國羽毛球超級賽         | 超級賽     | 女子單打 | －                | 準決賽 |
| 2010年 | 亞洲運動會羽毛球比賽     | 其他       | 女子團體 | －                | 銀牌   |
| 2011年 | 韓國羽毛球首要超級賽     | 首要超級賽 | 女子單打 | －                | 準決賽 |
| 2011年 | 澳洲羽毛球黃金大獎賽     | 黃金大獎賽 | 女子單打 | －                | 亞軍   |
| 2011年 | 印度羽毛球超級賽         | 超級賽     | 女子單打 | －                | 冠軍   |
| 2011年 | 泰國羽毛球黃金大獎賽     | 黃金大獎賽 | 女子單打 | －                | 準決賽 |
| 2011年 | 荷蘭羽毛球大獎賽         | 大獎賽     | 女子單打 | －                | 準決賽 |
| 2011年 | 法國羽毛球超級賽         | 超級賽     | 女子單打 | －                | 準決賽 |
| 2011年 | 印度羽毛球黃金大獎賽     | 黃金大獎賽 | 女子單打 | －                | 亞軍   |
| 2012年 | 泰國羽毛球黃金大獎賽     | 黃金大獎賽 | 女子單打 | －                | 準決賽 |
| 2012年 | 優霸盃                   | 其他       | 女子團體 | －                | 季軍   |
| 2012年 | 越南羽毛球大獎賽         | 大獎賽     | 女子單打 | －                | 冠軍   |
| 2012年 | 越南羽毛球大獎賽         | 大獎賽     | 女子雙打 | 布桑兰·恩布鲁庞   | 準決賽 |
| 2012年 | 日本羽毛球超級賽         | 超級賽     | 女子單打 | －                | 準決賽 |
| 2013年 | 泰國羽毛球黃金大獎賽     | 黃金大獎賽 | 女子雙打 | 布桑兰·恩布鲁庞   | 準決賽 |
| 2013年 | 世界大學運動會羽毛球比賽 | 其他       | 混合團體 | －                | 銅牌   |
| 2013年 | 世界大學運動會羽毛球比賽 | 其他       | 女子單打 | －                | 銅牌   |
| 2013年 | 中國羽毛球大師賽         | 超級賽     | 女子單打 | －                | 亞軍   |
| 2013年 | 法國羽毛球超級賽         | 超級賽     | 女子單打 | －                | 亞軍   |
| 2013年 | 中國羽毛球首要超級賽     | 首要超級賽 | 女子單打 | －                | 準決賽 |
| 2013年 | 香港羽毛球超級賽         | 超級賽     | 女子單打 | －                | 準決賽 |
| 2015年 | 東南亞運動會羽毛球比賽   | 其他       | 女子團體 | －                | 金牌   |
| 2015年 | 世界大學運動會羽毛球比賽 | 其他       | 混合團體 | －                | 銅牌   |
| 2015年 | 世界大學運動會羽毛球比賽 | 其他       | 女子單打 | －                | 銀牌   |
| 2015年 | 墨西哥城羽毛球大獎賽     | 大獎賽     | 女子單打 | －                | 準決賽 |
| 2016年 | 印度羽毛球黃金大獎賽     | 黃金大獎賽 | 女子單打 | －                | 準決賽 |
| 2016年 | 亞洲羽毛球團體錦標賽     | 其他       | 女子團體 | －                | 季軍   |
| 2016年 | 中國羽毛球大師賽         | 黃金大獎賽 | 女子單打 | －                | 準決賽 |
| 2016年 | 碧特博格羽毛球黃金大獎賽 | 黃金大獎賽 | 女子單打 | －                | 準決賽 |
| 2018年 | 芬蘭羽毛球公開賽         | 國際挑戰賽 | 女子單打 | －                | 準決賽 |
| 2018年 | 希臘羽毛球國際賽         | 未來系列賽 | 女子單打 | －                | 冠軍   |
| 2018年 | 希臘羽毛球國際賽         | 未來系列賽 | 女子雙打 | 克里斯蒂娜·斯利希 | 冠軍   |
| 2018年 | 秋田羽毛球大師賽         | 超級100賽  | 女子單打 | －                | 準決賽 |
| 2019年 | 奧地利羽毛球公開賽       | 國際挑戰賽 | 女子單打 | －                | 亞軍   |
| 2019年 | 斯洛伐克羽毛球公開賽     | 未來系列賽 | 女子單打 | －                | 冠軍   |
| 2019年 | 葡萄牙羽毛球國際賽       | 國際系列賽 | 女子單打 | －                | 冠軍   |
| 2019年 | 波蘭羽毛球公開賽         | 國際挑戰賽 | 女子單打 | －                | 準決賽 |
| 2019年 | 芬蘭羽毛球公開賽         | 國際挑戰賽 | 女子單打 | －                | 亞軍   |
| 2019年 | 海得拉巴羽毛球公開賽     | 超級100賽  | 女子單打 | －                | 準決賽 |
| 2019年 | 印尼瑪琅市長羽毛球大師賽 | 超級100賽  | 女子單打 | －                | 亞軍   |
| 2019年 | 尼泊爾羽毛球國際挑戰賽   | 國際挑戰賽 | 女子單打 | －                | 冠軍   |
| 2019年 | 印度羽毛球國際挑戰賽     | 國際挑戰賽 | 女子單打 | －                | 冠軍   |

| 2007-2017年 | 首要超級賽 | 超級賽 | 黃金大獎賽 | 大獎賽 | 國際挑戰賽 | 國際系列賽 | 未來系列賽 | 其他 |

| 2018-2026年 | 總決賽 | 超級1000賽 | 超級750賽 | 超級500賽 | 超級300賽 | 超級100賽 | 國際挑戰賽 | 國際系列賽 | 未來系列賽 | 其他 |

### 奧運會和世錦賽參賽紀錄
|          | 2009 | 2010 | 2011 | 2012 | 2013 | 2014 | 2015 | 2016 |
| -------- | ---- | ---- | ---- | ---- | ---- | ---- | ---- | ---- |
| 女子單打 | 32強 | 32強 | 16強 | －   | 16強 | 32強 | 16強 | 8強  |